# Tommi Parzinger
Anton „Tommi“ Parzinger, auch Tommy Parzinger (* 7. Februar 1903 in München; † Juli 1981 in New York) war ein deutsch-amerikanischer Grafiker und Designer.

## Leben
Anton Parzinger, der sich später Tommi oder Tommy nannte,  war der Sohn des Münchner Bildhauers Hans Parzinger. Er wuchs in München auf und studierte dort an der Kunstgewerbeschule (bei Richard Riemerschmid).
1924 trat er der sogenannten zweiten Formation der Künstlergruppe „Die Sechs“ mit Franz Paul Glass, Valentin Zietara, Max Eschle, Johann Baptist Maier (Pseudonym: Hans Ibe) und Otto Ottler bei, später auch der „Neuen Vereinigung Münchner Plakatkünstler“.
In den 1920er und 1930er Jahren (ca. 1921 bis 1935) war er auch für die deutschen Vereinigten Werkstätten in München sowie für die Wiener Werkstätte tätig, wo er Möbel, Plakate, sowie Glas-, Keramik- und Metallobjekte entwarf.
Tommi Parzinger arbeitete damals (Zwischenkriegszeit) auch immer wieder als Keramik-Designer für die Königliche Porzellan-Manufaktur Berlin (KPM) und für die Keramik-Werkstatt der Familie Schleiß (Schleiss-Keramik) in Gmunden, wo er verschiedenste Keramikformen und auch Kachelöfen entwarf und ausführte.
1932 reiste er erstmals in die Vereinigten Staaten, wo er den Ersten Preis in einem Plakat-Wettbewerb für den Norddeutschen Lloyd  gewonnen hatte. 1935 wanderte er endgültig nach New York aus und wurde dort zu einem bekannten Designer von Möbeln, Metallobjekten und Textilien. Seine erste Beschäftigung in New York war in Rena Rosenthals bekanntem Einrichtungshaus in der Madison Avenue, wo er hauptsächlich Messing-, Glas- und Kristall-Gegenstände sowie Möbel im Stil des Art déco entwarf. Daneben war er auch für die Bostoner Firma Charak Modern Furniture tätig.
1939 machte er sich mit einem Studio selbständig, dabei arbeitete er unter anderem für folgende Firmen: John Salterini Furniture (Schmiedeeisen-Möbel), Theodore Hofstatter Interior Design (Möbel & Design), Dorlyn Silversmiths (Silber- und Messingobjekte), und Willow & Reed Furnitures (Rattan-Möbel).
In seiner Glanzzeit, den 50er und 60er Jahren, wurde sein eigenes Geschäft „Parzinger Originals“ in der Madison Avenue zum Treffpunkt der Society, mit Privatkunden wie den Familien Rockefeller, Ford, Dupont, Mellon, oder auch Marilyn Monroe. 1957 schrieb die New York Times: „Ein einziges Parzinger Stück kann einen Raum verwandeln, wie ein Diamantohrring das kleine Schwarze!“
Diese Firma Parzinger Originals wurde nach seinem Tod (1981) dann 1986 in die Firma Parzinger Design (Inhaber der langjährige Geschäftspartner Donald Cameron) umgewandelt, die seither die Rechte an Design-Objekten Tommi Parzingers innehat.

## Ausstellungen (Auswahl)
- 1939/40: Weltausstellung New York 1939–1940 (Teilnahme);
- 1953: Good Design, Museum of Modern Art, New York City (Teilnahme);
- 1956–1980: Tommi Parzinger entwarf jährlich eine neue Kollektion von Möbeln und Designobjekten und stellte diese ab 1956 in einem eigenen Showroom in der Madison Avenue, später in der 57th East Street New York City aus (Einzelausstellungen);
- 1967: International Home Furnishings Market, Chicago (Teilnahme);
- ab 1996 gab es am weltweiten Kunstmarkt eine Renaissance des Designers Tommi Parzinger, mit einigen posthumen Einzel- und Gruppenausstellungen:
- 1996–1998: Palumbo Gallery of Decorative Arts: Tommi Parzinger, Lexington Avenue, New York City (Einzelausstellung, posthum);
- 2000: Hamburg und die HAPAG (Plakate), Museum für Hamburgische Geschichte 2000 Hamburg (inkl. Plakat Tommi Parzinger für den Norddeutschen Lloyd 1932);
- 2016: Galerie Anita Beckers: Favorites II (Gruppenausstellung mit Tommi Parzinger), Frankfurt/ M.[7];
- 2016: Thom Browne Selects Exhibition, Cooper-Hewitt Smithsonian Design Museum (Gruppenausstellung mit Tommi Parzinger)[8]

## Werke in Sammlungen
- Cooper-Hewitt Smithsonian Design Museum collection[9];
- Brooklyn Museum collection[10];
- The Sylvia Hoffman Collection of Tommi Parzinger;
- Side-board, Charak collection, Dallas Museum of Art, Dallas/ Texas[11]